# Лара, Александра Мария
Александра Мария Лара (нем. Alexandra Maria Lara; настоящее имя Александра Плэтэряну, рум. Alexandra Plătăreanu; род. 12 ноября 1978, Бухарест) — немецкая актриса.

## Биография
Александра Мария Лара родилась 12 ноября 1978 года в Бухаресте. Дочь актёра и педагога, в 1983 переехавшего с семьей в Германию. В первом фильме снялась в 1994 году.

## Личная жизнь
С 2009 года замужем за актёром Сэмом Райли, с которым снималась в фильме «Контроль». В январе 2014 у них родился сын Бен.

## Фильмография
- 2000 — Сумасшедший
- 2001 — Туннель
- 2001 — Гонолулу
- 2002 — Обнажённые
- 2002 — Наполеон — Мария Валевская
- 2002 — Доктор Живаго — Тоня Громеко-Живаго
- 2003 — Тренк — Два сердца против короны — Амалия Прусская
- 2004 — Бункер — Траудль Юнге
- 2006 — На колёсах — Денис Попник
- 2007 — Я так ненавижу свою работу
- 2007 — Молодость без молодости — Вероника / Лаура
- 2007 — Контроль — Анник Оноре
- 2007 — Компания
- 2007 — Город финального назначения
- 2008 — Чудо святой Анны
- 2008 — Чтец — Илана Мазер
- 2008 — Комплекс Баадера-Майнхоф — Петра Шельм
- 2008 — Пыль времени
- 2009 — Убийство в Кайфеке
- 2010 — Далеко по соседству
- 1994—2008 — Женщина-комиссар
- 2012 — Только представь!
- 2013 — Гонка — Марлен Кнаус
- 2015 — Французская сюита
- 2017 — Геошторм
- 2019 — Дело Коллини — Джоанна Майер
- 2021 — King’s Man: Начало — Эмили, герцогиня Оксфордская

## Награды
- Кавалер ордена «За заслуги перед культурой»[рум.] в категории D «Исполнительское искусство» (2012 год)[5].